# Lions (time de rugby)
O Lions é um time profissional de rugby da África do Sul franqueado ao Super Rugby fundado em 1996 e administrado pela Golden Lions Rugby Union, jogando atualmente no Ellis Park Stadium na cidade de Joanesburgo.

## Uniforme
| Team colours | Team colours | Team colours |
| Team colours |              |              |
| Team colours |              |              |
|              |              |              |
| Principal    |              |              |